# T-150

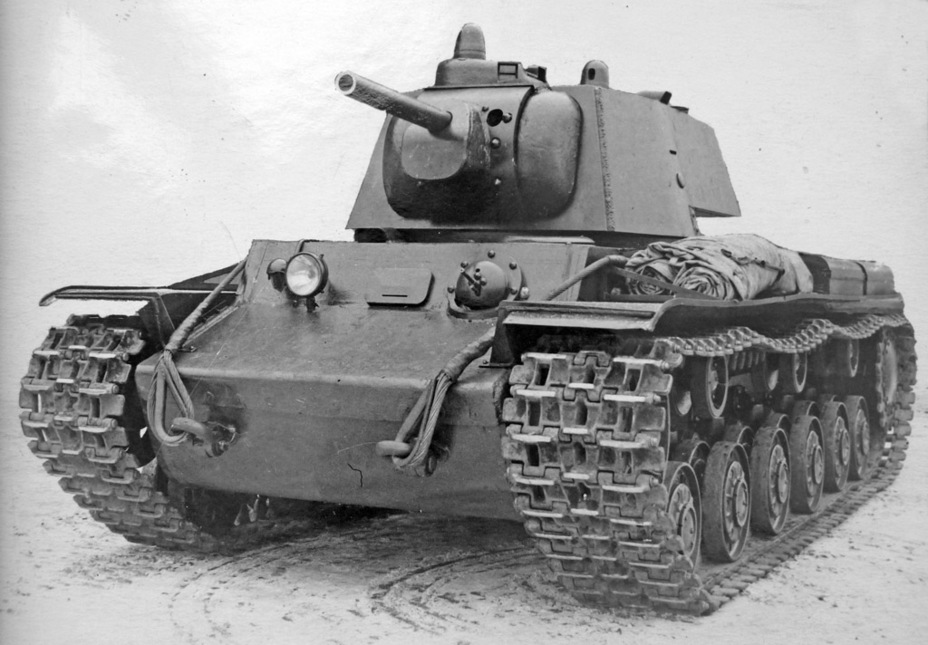
Prototyp těžkého tanku T-150, leden 1941

T-150 byl projekt sovětského těžkého tanku z druhé světové války. Jednalo se o upravený KV-1 se silnějším pancířem a velitelskou věžičkou. Pancíř věže měl tloušťku 90 mm, v čele a na bocích měl pancíř tloušťku 90 mm, vzadu 40 mm. Byl vyzbrojen kanónem F-32 ráže 76,2 mm. Posádka tanku se skládala z velitele, střelce, radisty, řidiče a nabíječe. Tank nebyl přijat do sériové výroby. Jediný vyrobený prototyp byl v říjnu 1941 odeslán na frontu u Leningradu, kde byl pravděpodobně později zničen.